# Phryges
À ne pas confondre avec les Phrygiens, peuple antique d'Asie mineure.

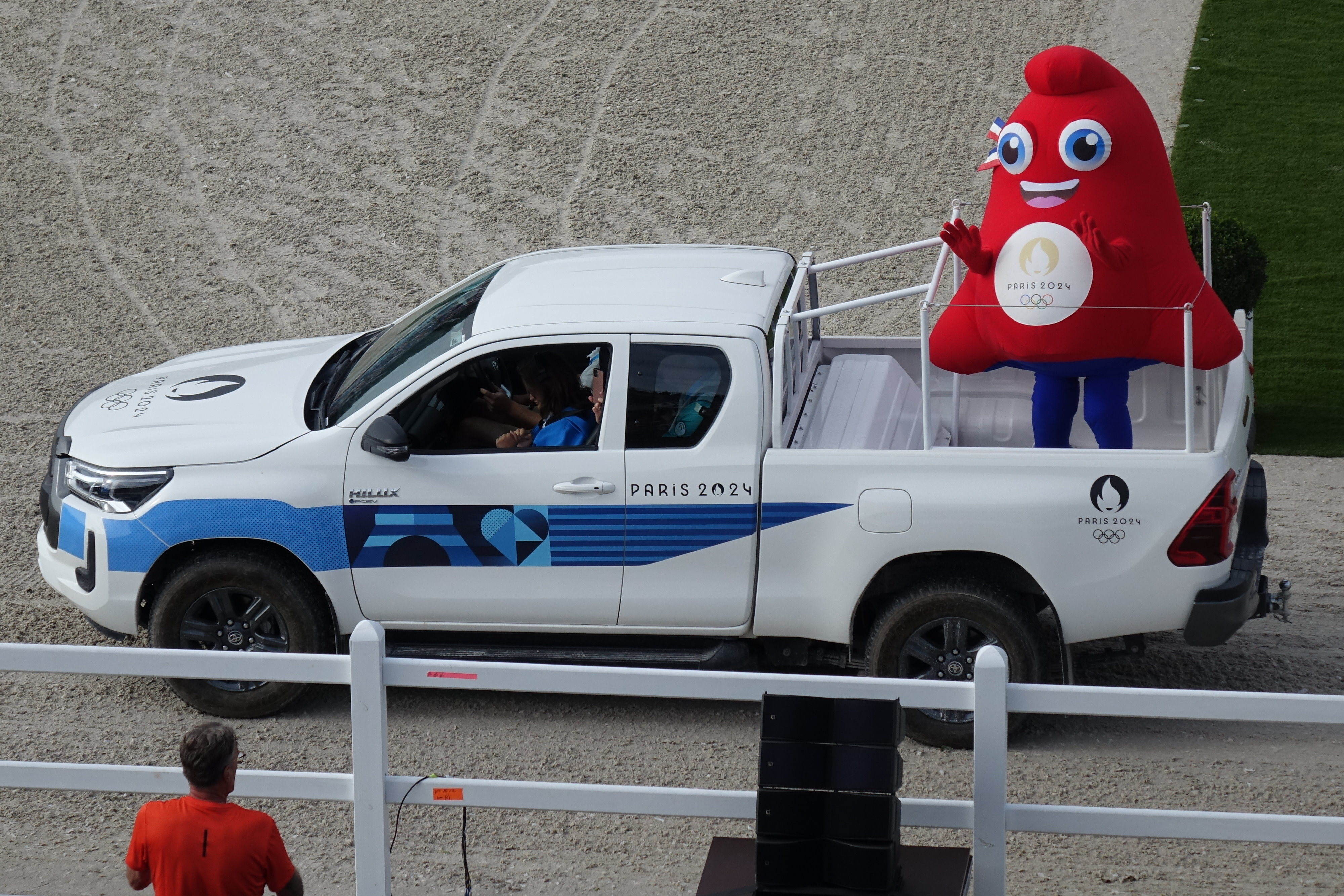
Costume de Phryge olympique lors des épreuves de dressage individuel au château de Versailles, 4 août 2024.

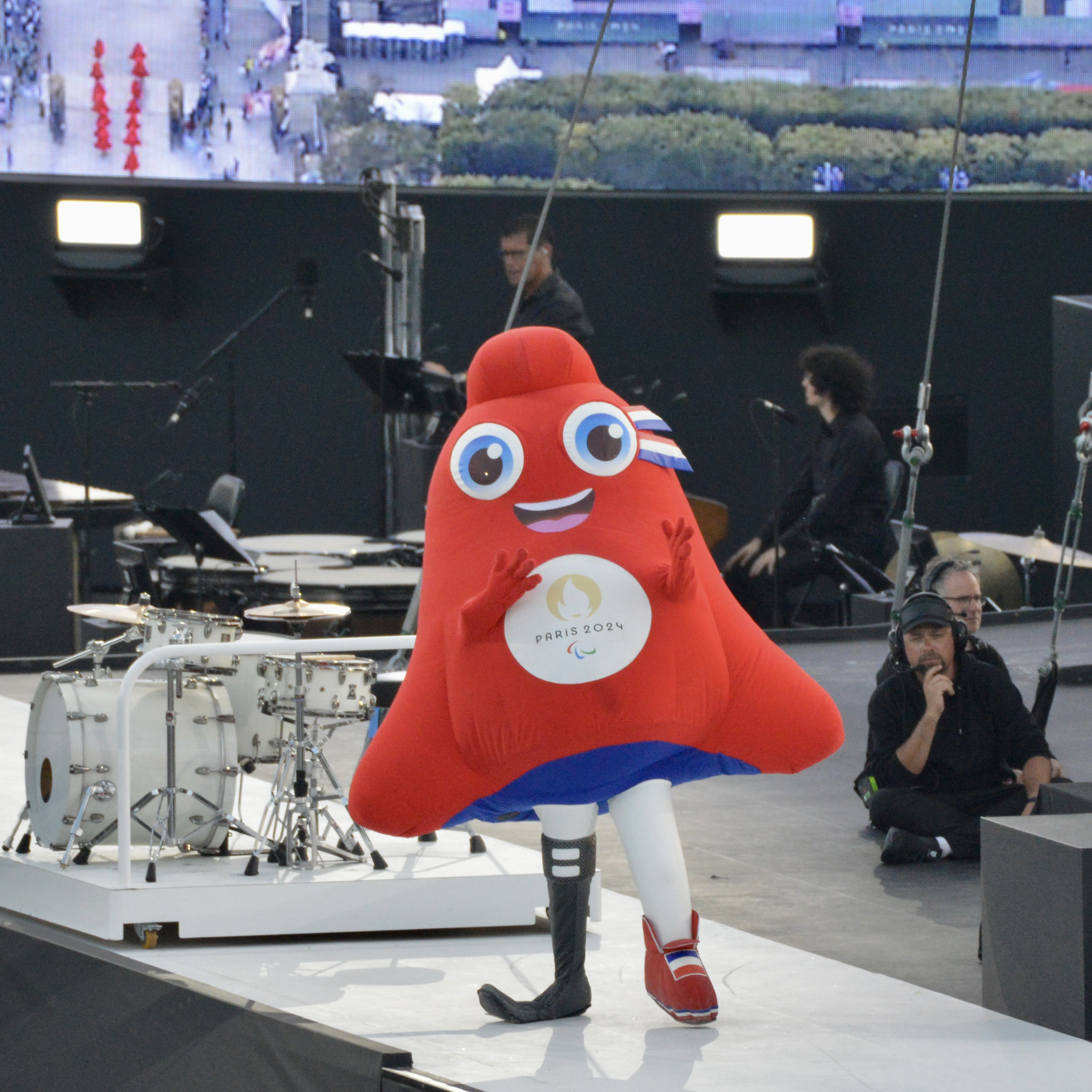
Costume de Phryge paralympique lors de la cérémonie d'ouverture des Jeux paralympiques, 28 août 2024.

Phryge sur un bus du relais de la flamme olympique.

Les Phryges sont les mascottes officielles des Jeux olympiques et paralympiques d'été de 2024, qui se tiennent à Paris, en France.
Il s'agit de bonnets phrygiens, symboles de la Révolution et de la République française, dépeints de manière anthropomorphe. Elles sont deux, l'une représentant les Jeux olympiques et l'autre, équipée d'une lame de course, représentant les Jeux paralympiques.

## Description
| Image externe |                                                                            |
|               | Première illustration des Phryges présentée au public le 14 novembre 2022. |

Les deux personnages, de forme globalement triangulaire, sont des bonnets phrygiens représentés de façon anthropomorphe : les cache-oreilles du bonnet deviennent des bras, la pointe du bonnet est repliée vers l'avant pour former un front, tandis que des membres inférieurs, des yeux et une bouche ont été ajoutés.
Les trois couleurs du drapeau français sont omniprésentes dans le design des personnages. Ainsi, chaque mascotte est rouge à l'extérieur et bleue à l'intérieur, et présente sur sa poitrine le logo des Jeux sur un fond blanc. Les jambes de la Phryge olympique sont bleues et celles de la Phryge paralympique sont blanches. Les yeux, qui dessinent une cocarde tricolore, sont aussi constitués des couleurs bleu, blanc et rouge (respectivement l'iris, le blanc des yeux et le contour), et portent en leur coin deux fanions tricolores. La Phryge olympique porte des baskets blanches avec des lacets et des semelles tricolores, tandis que la Phryge paralympique voit sa basket gauche devenir rouge, et l'autre être remplacée par une lame de course noire.
La Phryge olympique, aux yeux malicieux et souriant de toutes ses dents, est plus petite et trapue que la Phryge paralympique, à l'attitude plus sage. Toutes deux sont non-genrées, la première étant prénommée Oly et la seconde Para,, quoiqu'il était initialement prévu de ne pas leur donner de prénom. D'un point de vue onomastique, le mot « Phryge » en lui-même est un néologisme formé comme un nom propre à partir de l'adjectif existant « phrygien », une figure de style proche de l'antonomase.
Elles sont déclinées dans tous les sports olympiques et paralympiques ; dans certaines déclinaisons, notamment le tennis en fauteuil ou le tir à l'arc, la Phryge paralympique est représentée dans un fauteuil roulant.
Une version collector, personnalisée en fonction de la médaille obtenue, est offerte à chaque athlète paralympique médaillé durant les cérémonies de remise de médailles et à chaque athlète olympique médaillé, postérieurement à la compétition. Ainsi, le logo sur la poitrine de Phryge et la couleur des baskets prennent la couleur de l'or, de l'argent ou du bronze. De plus, « Bravo » est inscrit en français au dos de la mascotte.

## Création

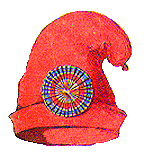
Illustration d'un bonnet phrygien portant la cocarde.

Les Phryges ont été conçues par l'agence créative W, notamment Gilles Deleris, cofondateur de l'agence,, et les équipes de design de Paris 2024, dont le directeur artistique est Joachim Roncin, réputé pour avoir inventé le slogan Je suis Charlie. Elles ont été dévoilées le 14 novembre 2022, le processus créatif ayant débuté deux ans auparavant. Dès le départ, les symboles classiques de la France comme le coq gaulois, la baguette, le croissant, sont rejetés. Une fois l'idée du bonnet phrygien trouvée, chaque détail est pensé. Le design 3D numérique est justifié par la mise en valeur de la texture et de la forme du bonnet, les baskets sont dessinées de façon à ne rappeler aucune marque particulière, la longueur des jambes est suffisante pour que les bras ne touchent pas le sol. Le choix de ne pas genrer les mascottes est une première qui n'a pas été facilement acceptée, les produits dérivés se vendant mieux lorsqu'ils le sont,.
Selon le comité organisateur, les Phryges « représentent un grand symbole de liberté, d'inclusivité et la capacité du monde à soutenir de grandes causes ».

## Réception
D'après un sondage effectué par Toluna-Harris Interactive du 14 au 15 novembre 2022, soit le jour et le lendemain de leur présentation, les mascottes semblent appréciées par 75 % des adultes et 83 % des enfants de 6 à 17 ans interrogés.

### Symbolique d'émancipation dépolitisée

La Liberté guidant le peuple par Eugène Delacroix avec une allégorie de la Liberté portant un bonnet phrygien (1830).

Pour l'historienne Mathilde Larrère, ces mascottes caractérisent la perte de la charge politique du bonnet phrygien. En effet, le symbole révolutionnaire d'émancipation et de contestation citoyennes, conflictuel au XIXe siècle, s'est progressivement estompé au XXe siècle avec la peopolisation des bustes de Marianne dans les mairies, pour devenir des peluches inoffensives, aseptisées et dépolitisées au début du XXIe siècle. Cependant, le fait qu'elles soient regardées comme un porte-étendard féministe en raison de leur forme clitoridienne, redonne au bonnet phrygien sa charge séditieuse, ce qui n'est pas sans réjouir leurs créateurs tout comme l'historienne.
Selon l'essayiste David Brunat, la « symbolique » révolutionnaire et républicaine de ces mascottes évoque implicitement la devise Liberté, Égalité, Fraternité et promeut le sport pour tous, plutôt que la conception élitiste que transmet Citius, Altius, Fortius  (« Plus vite, plus haut, plus fort »), devise olympique jusqu'en 2021. D'autre part il remarque que le bonnet phrygien, au-delà de la Révolution, renvoie aussi à l'Antiquité romaine et aux Jeux olympiques antiques, car il coiffait les esclaves qui avait été affranchis. Il salue les designers pour leur effort de « recherche d'idéal » plutôt que « le pur enfantillage décoratif ».
D'autre part, selon les sociologues Vincent Geisser et Niandou Touré, ce symbole promouvant le modèle français renvoie implicitement au contre-modèle de la coupe du monde de football 2022 organisée au Qatar, qui a suscité une polémique concernant les droits humains dans ce pays, et en particulier les conditions de travail proches de l'esclavage contemporain dans lesquelles les ouvriers étrangers étaient employés sur les chantiers des infrastructures de l'évènement. L'Inspection du travail a toutefois constaté sur les chantiers de Paris 2024 le recours au travail dissimulé de dizaines d'étrangers en situation irrégulière, dans des conditions particulièrement pénibles,. De même, de nombreux acteurs sociaux accusent le bénévolat conséquent de 45 000 personnes de relever du travail dissimulé.

### Ressemblances, en particulier avec le clitoris

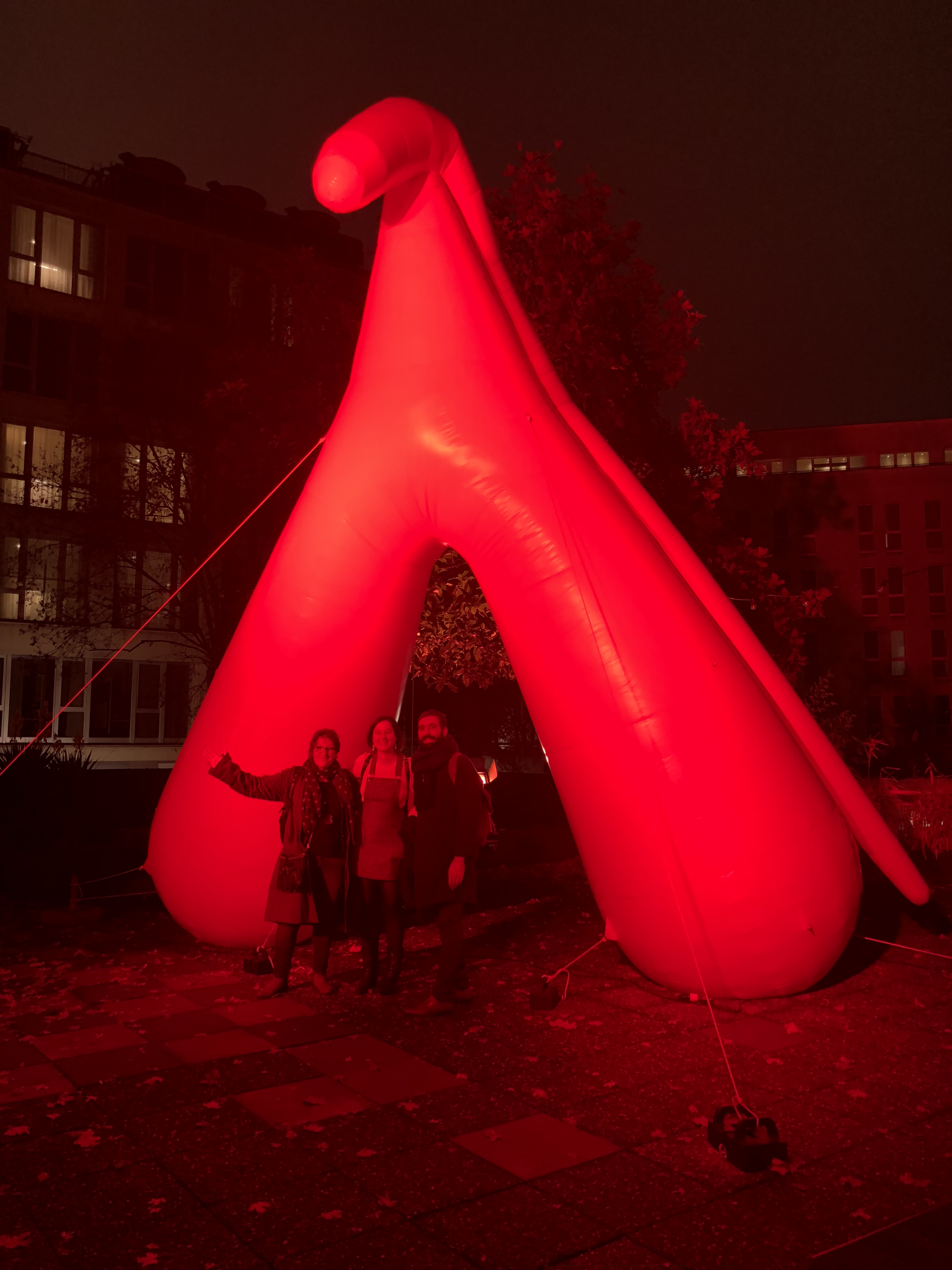
Sculpture monumentale gonflable de clitoris au festival féministe Les Créatives (2018), identique à celle exposée sur le Trocadéro et à laquelle les Phryges sont comparées.

De nombreux internautes ont été enthousiastes, moqueurs voire outrés, à l'idée que les mascottes ressemblent au clitoris : la pointe du bonnet rappelle le gland clitoridien et les cache-oreilles, les corps caverneux,,. Cette ressemblance n'avait pas échappé à leurs créateurs, sans qu'ils y voient un problème mais sans qu'elle soit officiellement mentionnée. Ce symbole qualifié de féminin et révolutionnaire est opposé à la tour Eiffel, un symbole de la France et de Paris, considéré comme phallique. Les Phryges sont notamment comparées au clitoris gonflable rouge de 5 mètres de haut que le « Gang du Clito », un collectif féministe à l'origine de plusieurs campagnes de street art, a installé sur l'esplanade du Trocadéro, face à la tour Eiffel, pour la journée internationale des femmes le 8 mars 2021.
D'autre part, certains ont vu dans les Phryges une ressemblance avec le premier logo de l'ancien parti politique Rassemblement pour la République, ou avec le bonnet du Grand Schtroumpf,.

## Produits dérivés

### Polémique sur le lieu de fabrication

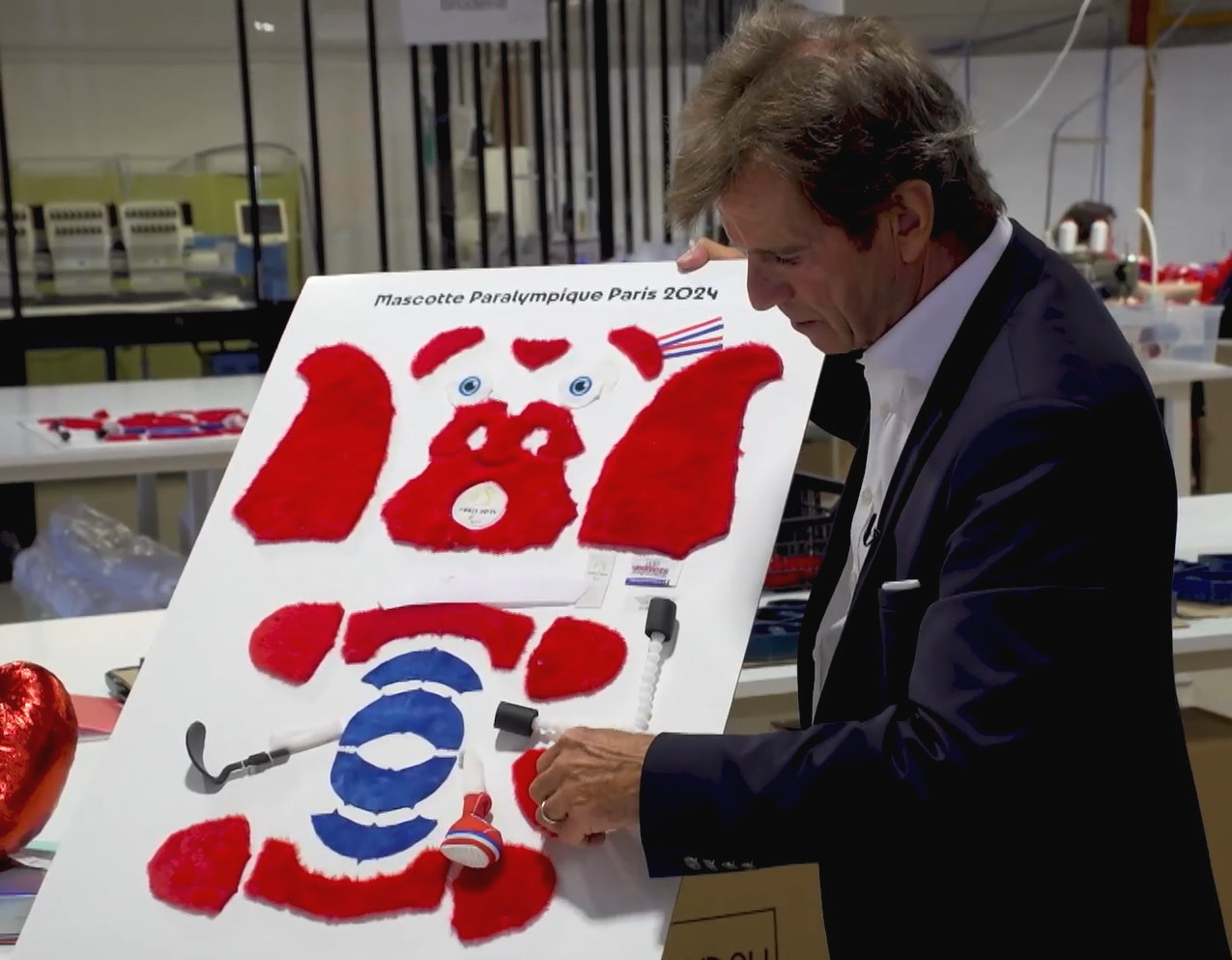
Alain Joly, président de Doudou et Compagnie, avec les détails de fabrication d'une peluche Phryge.

L'origine de la fabrication des peluches a été l'objet de nombreux commentaires car seules 20 % des 2 millions de peluches prévues seront fabriquées en France (par Doudou et Compagnie à La Guerche-de-Bretagne et Gipsy à Ifs,), la production des 80 % restants étant délocalisée en Chine. L'effet de l'annonce est amplifié par le fait qu'elle a lieu le lendemain de la clôture du salon du Made in France (MIF) à la Porte de Versailles.
Le ministre de la Transition écologique, Christophe Béchu, évoque le 15 novembre 2022 « un problème », souhaitant une éventuelle « relocalisation d'urgence de la production en France ». Selon le président du groupe Doudou et Compagnie Alain Joly, il est impossible d'envisager une production intégralement française car « le marché de la peluche a été fortement délocalisé et les prix sont basés sur des coûts de production en Asie ». La version fabriquée en France, présentée comme de meilleure qualité, sera par ailleurs vendue à un prix plus élevé de 49,90 €, contre 34,90 € pour celle produite en Chine.
À la suite de la polémique sur la production des Phryges en Chine, le président d'Origine France Garantie (OFG), une marque de certification privée et reconnue par l'État français, lance une « contre-mascotte », non-officielle, dénommée Cocorifeu. Présentée comme un symbole de la réindustrialisation, elle prend la forme d'un coq gaulois-phénix vêtu d'un maillot floqué « 24 » mais ne portant pas de référence à Paris ou aux Jeux olympiques. Elle est dévoilée au salon du Made in France à Lyon les 6 et 7 mai 2023 et financée de manière participative sur Ulule. Elle est assemblée à Thiers dans un atelier d'insertion du programme Territoires zéro chômeur, à partir d'éléments fabriqués en France, et vendue au même prix que les Phryges produites en France. OFG est attaquée en justice par le COJO pour concurrence déloyale.

### Propriété intellectuelle

Présentoir de la Monnaie de Paris pour les euros de collection à l'effigie des mascottes de Paris 2024.

Le Comité international olympique conserve la propriété exclusive et le contrôle de l'utilisation des symboles olympiques par le biais du traité de Nairobi sur la protection du symbole olympique. Les mascottes ne peuvent donc pas être librement utilisées et génèrent des revenus par le biais de droits exclusifs accordés à des partenaires commerciaux. Les actifs protégés par les droits de propriété intellectuelle se présentent sous différentes formes :
- marque déposée des Phryges : les mascottes de Paris 2024 sont des marques déposées en France sous les noms « La Phryge olympique »[36] et « La Phryge paralympique »[37], ainsi que « La Phryge Oly »[38] et « La Phryge Para »[39] ;
- copyright de la devise de la mascotte de Paris 2024 « Seul, on va plus vite, mais ensemble, on va plus loin » : telle est la devise officielle des Phryges olympiques et paralympiques, protégée par le droit d'auteur ;
- conception des Phryges : les formes des Phryges olympiques relèvent du droit des dessins et modèles et sont protégées au niveau international contre les contrefaçons par le système de La Haye.

Les mascottes olympiques et paralympiques sont exploitées sur plus de 150 articles de produits dérivés dans la boutique officielle (porte-clés, pin's, magnets, gourdes, hochets pour bébé, sacs fourre-tout, casquettes, peluches, etc.).
Les revenus générés par l'utilisation stratégique des droits de propriété intellectuelle par le CIO sont redistribués à travers le Mouvement olympique aux athlètes individuels, aux comités d'organisation, aux comités nationaux olympiques, aux fédérations sportives internationales et à d'autres organisations sportives.

### Pièce de collection
La Monnaie de Paris a frappé deux séries de pièces de collection en euro à l'effigie des Phryges,, la première en mai 2023, la seconde en octobre 2023.

### Ventes
Les produits dérivés de Phryges rencontrent un vif succès commercial. Les Phryges paralympiques se vendent particulièrement bien, représentant 30 % des ventes, contre 10 % lors des olympiades précédentes. Les ventes continuent après les Jeux, si bien que Doudou et Compagnie met en vente en décembre 2024 pour Noël une édition limitée dans laquelle les Phryges portent un bonnet de père Noël,,.